# Mevlüt Çavuşoğlu
Mevlüt Çavuşoğlu török politikus, miniszter (Alanya, 1968. február 5. –). Recep Tayyip Erdoğan kormányában az európai uniós csatlakozásért felelős államminiszterré és főtárgyalóvá nevezték ki 2013. december 26-án, valamint Antalya város parlamenti képviselője (AKP), melynek egyben alapító tagja is.

## Életrajz
1988-ban az Ankarai Egyetem Politikatudományi Tanszék Nemzetközi Kapcsolatok szakán szerzett diplomát.
A New York-i Long Island Egyetemen mesterfokozatot 1991-ben, később doktori címét a Bilkenti Egyetemen és a London School of Economics-nál szerezte, ahol egy ideig a Török Baráti Társaság elnöke is volt.
2003-ban Mevlüt Çavuşoğlu Törökország nevében csatlakozott az Európa Tanács Parlamenti Közgyűléséhez. A 2010 januári közgyűlésen jelölték és 2010. január 25-én megválasztották a leköszönő spanyol Lluís Maria de Puig helyett. 2012-ben utódja a francia Jean-Claude Mignon lett.
A Török Nagy Nemzetgyűlés Migrációs, Menekültügyi és a Népességügyi Bizottság elnöke.

## A 2013-as korrupciós botrány
2013. december 17-én kitört korrupciós botrány következtében került a miniszteri tisztségbe december 26-ával.

## Magánélete
Nős, 1 gyermeke van.

## Fordítás
- Ez a szócikk részben vagy egészben  a   Mevlüt Çavuşoğlu című török Wikipédia-szócikk fordításán alapul.  Az eredeti cikk szerkesztőit annak laptörténete sorolja fel. Ez a jelzés csupán a megfogalmazás eredetét és a szerzői jogokat jelzi, nem szolgál a cikkben szereplő információk forrásmegjelöléseként.
- Ez a szócikk részben vagy egészben  a   Mevlüt Çavuşoğlu című angol Wikipédia-szócikk fordításán alapul.  Az eredeti cikk szerkesztőit annak laptörténete sorolja fel. Ez a jelzés csupán a megfogalmazás eredetét és a szerzői jogokat jelzi, nem szolgál a cikkben szereplő információk forrásmegjelöléseként.